# 尼克·艾迪頓
尼古拉斯·斯科特·「尼克」·艾迪頓（英語：Nicholas Scott "Nick" Additon，1987年12月16日—），為美國棒球選手，於2006年選秀由聖路易紅雀於第47輪第1418順位選中，2016年起到台灣發展，效力於中華職棒中信兄弟，中文登錄名為艾迪頓，守備位置為投手。2019年12月20日，中信兄弟公布前洋投艾迪頓擔任國際球探。2021年1月4日，中信兄弟公布艾迪頓球探兼任二軍投手教練。

## 經歷
- 美國職棒聖路易紅雀（小聯盟，2007年－2013年）
- 墨西哥太平洋聯盟Venados de Mazatlan（2012年）
- 多明尼加聯盟Leones del Escogido（自2013年起每年冬季皆參與）
- 美國職棒巴爾的摩金鶯（小聯盟，2014年－2015年）
- 美國職棒密爾瓦基釀酒人（小聯盟，2015年）
- 美國職棒巴爾的摩金鶯（小聯盟，2016年）
- 中華職棒中信兄弟（2016年8月11日－2017年3月28日）
- 韓國職棒樂天巨人（2017年3月29日－7月12日）
- 美國職棒科羅拉多落磯（小聯盟，2017年）
- 中華職棒中信兄弟（2018年－2019年7月10日）
- 中華職棒中信兄弟二軍投手教練兼球探（2021年－2023年5月11日）
- 中華職棒中信兄弟一軍牛棚教練（2023年5月12日－）

## 職棒生涯成績

### 美國職棒
- 小聯盟投球局數1191局，65勝67敗3.74自責分率

### 韓國職棒
| 年度 | 球隊     | 出賽 | 先發 | 勝投 | 敗投 | 中繼 | 救援 | 完投 | 完封 | 三振 | 四死 | 責失 | 投球局數 | 自責分率 | 被上壘率 |
| ---- | -------- | ---- | ---- | ---- | ---- | ---- | ---- | ---- | ---- | ---- | ---- | ---- | -------- | -------- | -------- |
| 2017 | 樂天巨人 | 15   | 13   | 2    | 7    | 0    | 0    | 0    | 0    | 60   | 25   | 46   | 70.0     | 5.91     | 1.57     |
| 合計 | 1年      | 15   | 13   | 2    | 7    | 0    | 0    | 0    | 0    | 60   | 25   | 46   | 70.0     | 5.91     | 1.57     |

### 中華職棒
| 年度 | 球隊     | 出賽 | 先發 | 勝投 | 敗投 | 中繼 | 救援 | 完投 | 完封 | 三振 | 四死 | 責失 | 投球局數 | 自責分率 | 被上壘率 |
| ---- | -------- | ---- | ---- | ---- | ---- | ---- | ---- | ---- | ---- | ---- | ---- | ---- | -------- | -------- | -------- |
| 2016 | 中信兄弟 | 7    | 6    | 3    | 1    | 1    | 0    | 0    | 0    | 37   | 15   | 18   | 37.2     | 4.30     | 1.46     |
| 2017 | 中信兄弟 | 1    | 1    | 0    | 1    | 0    | 0    | 0    | 0    | 8    | 4    | 4    | 5.0      | 7.20     | 1.80     |
| 2018 | 中信兄弟 | 27   | 22   | 9    | 9    | 0    | 0    | 2    | 1    | 140  | 60   | 62   | 160.1    | 3.48     | 1.33     |
| 2019 | 中信兄弟 | 14   | 13   | 5    | 4    | 1    | 0    | 0    | 0    | 44   | 21   | 42   | 69.0     | 6.26     | 1.61     |
| 合計 | 4年      | 49   | 42   | 17   | 15   | 2    | 0    | 2    | 1    | 229  | 89   | 132  | 272.0    | 4.37     | 1.43     |

## 特殊事蹟
- 2018年6月9日於臺中市洲際棒球場面對來訪的統一7-ELEVEn獅隊，九局投出132球，終場以11:0大勝，達成睽違十年的例行賽無安打比賽，為中華職棒史上第七位投出無安打比賽的投手[2][3]。